# Jack Thompson (Anwalt)

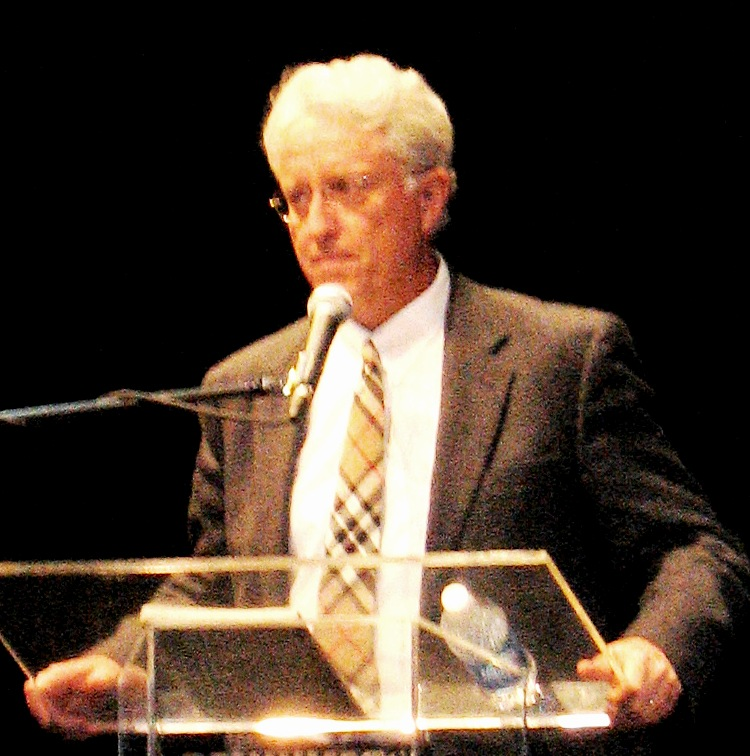
Jack Thompson (2007)

John Bruce „Jack“ Thompson (* 25. Juli 1951 in Cleveland, Ohio) ist ein ehemaliger US-amerikanischer Rechtsanwalt. Er wurde bekannt als Aktivist im Kampf gegen Gewalt in Computerspielen.
Erstmals trat er 1997 öffentlichkeitswirksam in Erscheinung, als er erfolglos mehrere Spielehersteller und Pornoseiten-Betreiber verklagte mit dem Vorwurf, einen 14-jährigen zu dessen Amoklauf mit Schusswaffengebrauch angeregt haben. Nach Gewalttaten wie Raubmorden führte er das Verhalten der Täter auf deren Konsum von Computerspielen mit gewalttätigem Inhalt zurück, beispielsweise Grand Theft Auto oder Counter-Strike. Aufgrund von anwaltlichem Fehlverhalten wurde ihm 2008 für mindestens 10 Jahre die Anwaltslizenz entzogen.